# Lactura panopsia
Lactura panopsia is een vlinder uit de familie van de Lacturidae. De wetenschappelijke naam van de soort is voor het eerst geldig gepubliceerd in 1927 door Turner.